# 熱血系列人物-千里台高校

## 特點
水色制服。番長為園川及蘭堂(X68000限定)，副番長為長谷川(X68000限定)。
本來是沒有參加任何鬥毆活動的平靜院校，但是在遭到自稱為“阿力”的人物襲擊之後，該校學生為了報仇和自保，公推本校二年級的園川為首領，組建了名為“千里台bombers”的打架集團加入了戰局。

## 登場人物

### 初代登場學生
| 登場序列 | 中文   | 日文     |
| 01       | 森     | もり     |
| 02       | 伊藤   | いとう   |
| 03       | 小倉   | おぐら   |
| 04       | 阪上   | さかがみ |
| 05       | 土田   | つちだ   |
| 06       | 小山   | おやま   |
| 07       | 園川   | そのかわ |
| 08       | 小久保 | こくぼ   |
| 09       | 川上   | かわかみ |

### EX&2007登場學生
| 登場序列 | 中文   | 日文     | 登場序列 | 中文      | 日文            |
| 01       | 森     | もり     | 11       | 宗像      | むなかた        |
| 02       | 伊藤   | いとう   | 12       | 五島      | ごとう          |
| 03       | 小倉   | おぐら   | 13       | 蓮        | はちす          |
| 04       | 小山   | おやま   | 14       | 椎名      | しいな          |
| 05       | 園川   | そのかわ | 15       | 田部/荒金 | たなべ/あらがね |
| 06       | 阪上   | さかがみ | 16       | 奧村      | おくむら        |
| 07       | 藪田   | やぶた   | 17       | 宮本      | みやもと        |
| 08       | 南     | みなみ   | 18       | 吉村      | よしむら        |
| 09       | 小久保 | こくぼ   | 19       | 岡田      | おかだ          |
| 10       | 川上   | かわかみ | 20       | 平尾      | ひらお          |

### 番長

#### 園川 薰(そのかわ かおる)
二年級，該校番長。

##### 經歷
於《熱血物語》即作為雜魚登場。
在《熱血時代劇》當中，作為主角登場並飾演國政一家的鶴松。
在《熱血物語ex》&《熱血物語ex2007》登場並作為高級雜魚。

#### 蘭堂(らんどう)
三年級，該校總番長(X68000限定)。

##### 經歷
於《熱血物語X68000》當中，作為頭目初登場。

#### 長谷川(はせがわ)
二年級，該校副番長(X68000限定)。

##### 經歷
於《熱血物語X68000》當中，作為頭目初登場。

### 餘員

#### 荒金(あらがね)

##### 經歷
於《熱血物語ex2007》初登場並作為高級雜魚。